# Tarabya (roi d'Ava)
Cette page contient des caractères spéciaux ou non latins. S’ils s’affichent mal (▯, ?, etc.), consultez la page d’aide Unicode.
Pour les articles homonymes, voir Tarabya (homonymie).
Tarabya (birman တရဖျား, təja̰pʰjá ; 22 décembre 1368 – 25 novembre 1400) fut le troisième souverain du royaume d'Ava, en Haute-Birmanie. Il régna de mai à novembre 1400. Tarabya avait été nommé prince héritier par son père le roi Swasawke et lui succéda en janvier 1401, mais il fut assassiné sept mois plus tard par son ancien tuteur Nga Nauk Hsan, gouverneur de Tagaung. Les ministres n'acceptèrent pas l'usurpateur et donnèrent le trône à Minkhaung, un autre fils de Swasawke.
Un des fils de Tarabya, Kale Kyetaungnyo, devint saopha (prince) de Kale, dans la haute vallée de la Chindwin, et plus tard roi d'Ava de 1425 à 1426.

## Mintara
La mort violente de Tarabya lui valut de prendre place parmi les 37 nats (esprits) vénérés en Birmanie, sous le nom de Mintara (မင်းတရား). Selon la légende, il aurait rencontré une fée dans la forêt, se serait uni avec elle et serait devenu fou quand elle aurait disparu. Un de ses compagnons, Nga Nauk Hsan, gouverneur de Tagaung, aurait profité de son état pour le tuer. Mintara est représenté assis sur un trône, en vêtements royaux, un éventail dans la main droite et la gauche posée sur un genou.